# 만델라의 날

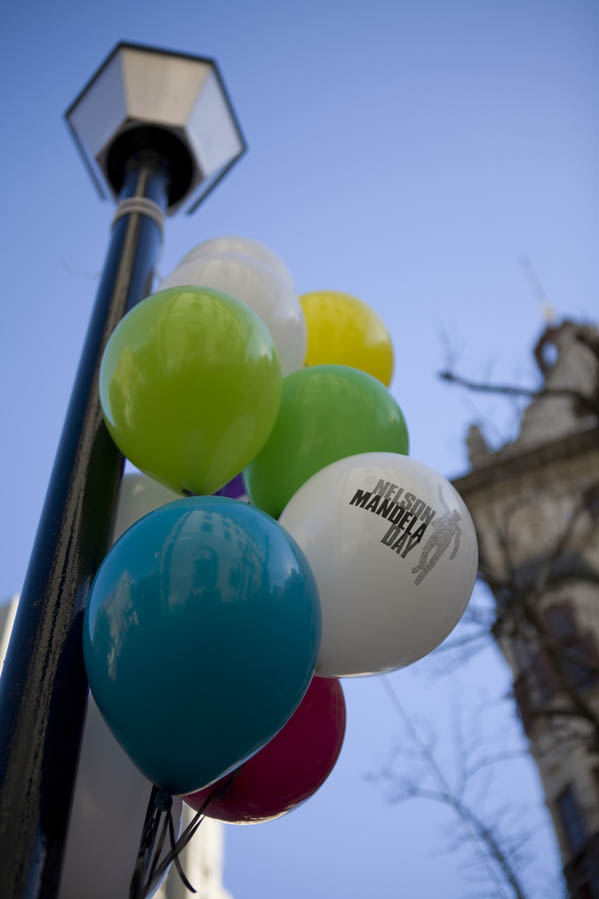

만델라의 날(영어: Mandela Day)은 넬슨 만델라의 생일 7월 18일을 기념하는 날이다.

## 같이 보기
- 국제 자원봉사자의 날